# Vähämaa (Velkua)
Pour les articles homonymes, voir Vähämaa.
Vähämaa est une île de l'archipel finlandais à Naantali en Finlande.

## Géographie
Vähämaa est au nord de Salavainen dont elle est séparée par le détroit Haukansalmi,.